# Gibson (Caroline du Nord)

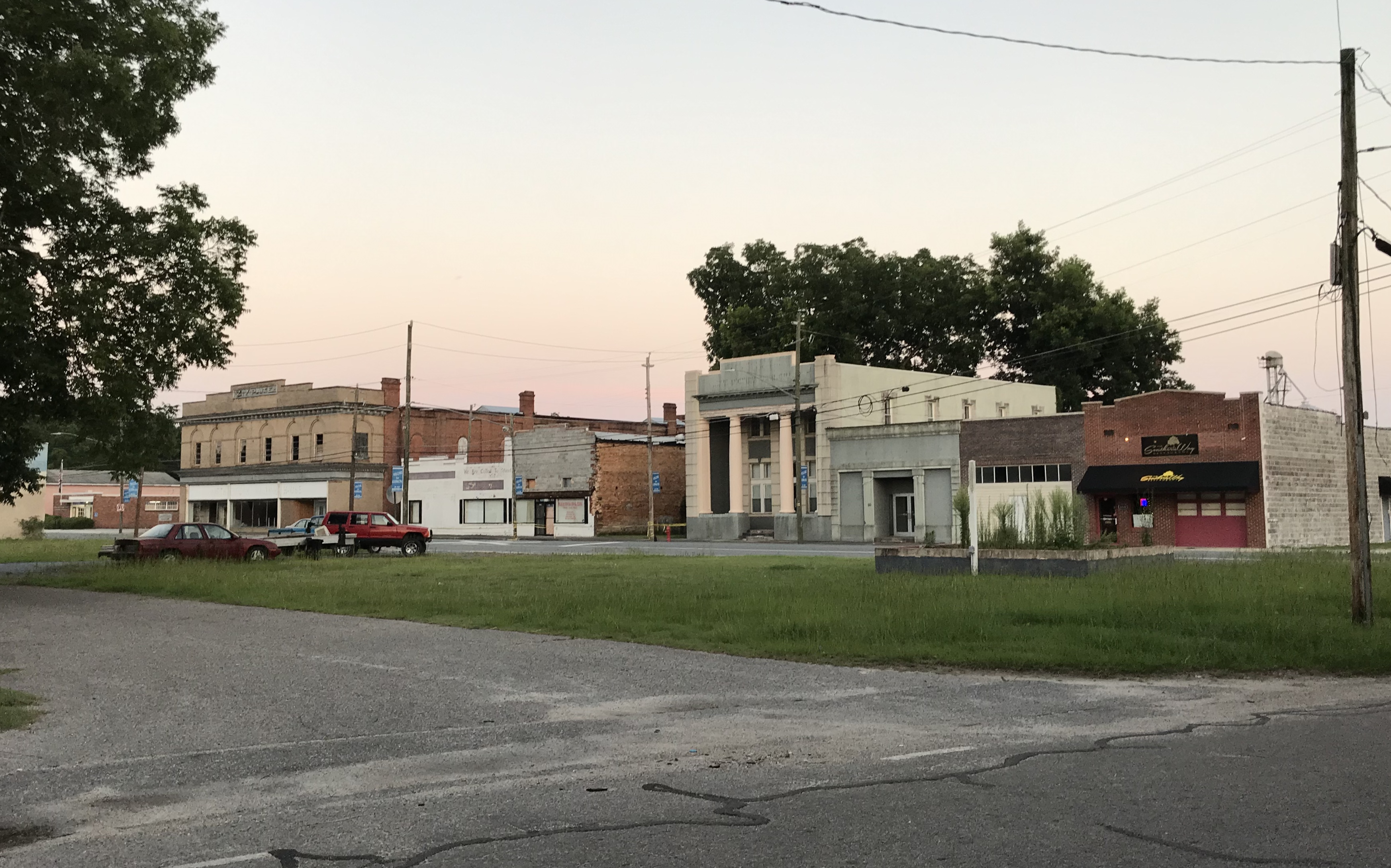
Gibson

Pour les articles homonymes, voir Gibson.
Gibson est une ville située dans le comté de Scotland, dans l’État de Caroline du Nord, aux États-Unis. Sa population s’élevait à 540 habitants lors du recensement de 2010, estimée à 515 habitants en 2016. Gibson se trouve à la frontière avec la Caroline du Sud.

## Démographie
| 1920 | 1930 | 1940 | 1950 | 1960 | 1970 |
| ---- | ---- | ---- | ---- | ---- | ---- |
| 64   | 417  | 435  | 609  | 501  | 502  |

| 1980 | 1990 | 2000 | 2010 | - | - |
| ---- | ---- | ---- | ---- | - | - |
| 533  | 532  | 584  | 540  | - | - |

## Source de la traduction
- (en) Cet article est partiellement ou en totalité issu de l’article de Wikipédia en anglais intitulé « Gibson, North Carolina » (voir la liste des auteurs).

1. ↑  (en) « Statistiques des États-Unis - Caroline du Nord - Profils des communautés de 2010 » (consulté en novembre 2020)